# Star Tanjō!
Star Tanjō! (japanisch スター誕生!, Ein Star wird geboren!, Abkürzung: Sutatan, スタ誕) war eine japanische Casting-Show zur Entdeckung neuer Gesangstalente, die von 1971 bis 1983 vom Sender Nippon TV ausgestrahlt wurde. Die Show diente zahlreichen später prominenten Künstlerinnen und Künstlern als Karrieresprungbrett.

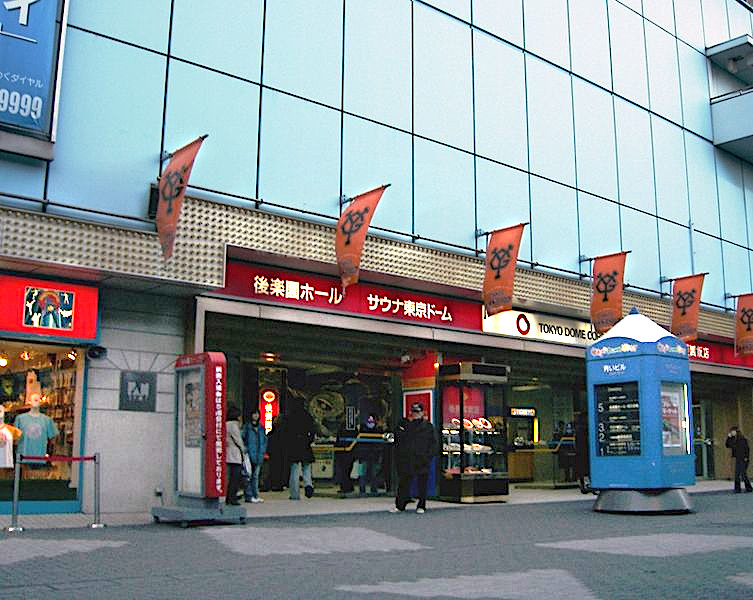
Kōrakuen Hall, wo die öffentlichen Aufzeichnungen von Star Tanjō! stattfanden

## Konzept
Star Tanjō! war eine der ersten Castingshows im japanischen Fernsehen. Sie war als Wettbewerb für Nachwuchstalente konzipiert, die sich in mehreren Auswahlrunden der Beurteilung des Publikums und einer Jury stellen mussten. Im Unterschied zu späteren Formaten lag ein Schwerpunkt auf dem Gesang. Den erfolgreichen Teilnehmern wurden Verträge mit Musiklabels vermittelt.

## Geschichte
Die Sendung wurde erstmals am 3. Oktober 1971 ausgestrahlt und lief bis zum 25. September 1983 wöchentlich im Abendprogramm von Nippon TV. Insgesamt wurden 619 Episoden ausgestrahlt. In den frühen 1970er Jahren hatte sich das Fernsehen mit mehr als 10 Millionen Farbfernsehabonnements zum Zentrum der Unterhaltungsindustrie entwickelt. Inhaltlich verantwortlich für das Programm war Yū Aku, der auch einer der Juroren war. Moderiert wurde sie zunächst von Kin'ichi Hagimoto (萩本欽一), später unter anderem von Hayato Tani (谷隼人), Tamori (タモリ), Kyū Sakamoto (坂本九), und Mako Ishino (石野真子).
Der Titelsong der Sendung wurde von Kōji Makaino (馬飼野康二) komponiert.

## Bedeutung
Star Tanjō! gilt als Vorläufer heutiger Talent- und Castingshows in Japan. Sie war ein Sprungbrett für zahlreiche Künstlerinnen und Künstler, darunter Momoe Yamaguchi (山口百恵), Masako Mori (森昌子), Junko Sakurada (桜田淳子), Seiko Matsuda (松田聖子) und Akina Nakamori (中森明菜). Auch Mitglieder späterer Idol-Gruppen wie Candies, Pink Lady oder Onyanko Club wurden dort entdeckt.
Der Erfolg von Star Tanjō! wird häufig auf zwei zentrale Faktoren zurückgeführt: Zum einen galt das öffentlich zugängliche Auswahlsystem als besonders transparent und niederschwellig – eine Bewerbung war mit einer einfachen Postkarte möglich, und der gesamte Auswahlprozess wurde im Fernsehen gezeigt. Damit wurde der Weg zum Debüt für ein breites Publikum nachvollziehbar. Zum anderen bot das Format ein umfassendes Unterstützungssystem: Die Kandidatinnen und Kandidaten, welche die Qualifikationsrunden bestanden, erhielten auf Kosten des Senders professionelle Förderung und wurden nach ihrem Debüt bei Auftritten in Sendungen des Netzwerks bevorzugt. Die mediale Reichweite von Nippon TV machte das Format auch für Produktionsfirmen und Plattenlabels besonders attraktiv. Im Mai 1978 erreichte das Programm mit 28,1 % seine höchste Einschaltquote. In den zwölf Jahren bis zur Einstellung der Sendung im Jahr 1983 gingen insgesamt zwei Millionen Bewerbungen ein, 5'500 Teilnehmergruppen traten in der Sendung auf, und 88 Gruppen bzw. 92 Personen debütierten offiziell.
Nach dem Ende von Star Tanjō! wurde das Konzept in mehreren Sendungen weiterentwickelt, etwa in Shin Star Tanjō! (新・スター誕生!) ab 1986 sowie in ASAYAN (テレビ東京) in den 1990er Jahren.

## Gewinnerinnen und Gewinner

### Gewinnerinnen und Gewinner (1972–1975)
| Jahr | Sänger/Sängerin    | Debüt-Song                   |                          | Deutsche Übersetzung                 |
| 1972 | Mori Masako        | Sensei                       | せんせい                 | Lehrer                               |
| 1972 | Mitsuhashi Hiroko  | Watashi no hanakotoba        | 私の花言葉               | Meine Blumensprache                  |
| 1972 | Cosmos             | Wakakusa monogatari          | 若草物語                 | Frühes Grün – eine Geschichte        |
| 1972 | Fujimoto Tetsuya   | Fuyu no tabi                 | 冬の旅                   | Winterreise                          |
| 1973 | Osada Taiji        | Onna no miren                | 女の未練                 | Die Reue einer Frau                  |
| 1973 | Midorikawa Makoto  | Kōkō jidai                   | 高校時代                 | Oberschulzeit                        |
| 1973 | Washi to Taka      | Sasurai wataridori           | さすらい渡り鳥           | Umherziehender Zugvogel              |
| 1973 | Minami Yōko        | Akai hana matsuri            | 赤い花まつり             | Fest der roten Blumen                |
| 1973 | Sakai Junko        | Matsuri no omoide            | 祭りの想い出             | Erinnerung an das Fest               |
| 1973 | Saijō Yukiko       | Hatsukoi                     | 初恋                     | Erste Liebe                          |
| 1973 | Ikeda Masaomi      | Ware shinobu                 | われしのぶ               | Ich erinnere mich                    |
| 1973 | Sakurada Junko     | Tenshi mo yumemiru           | 天使も夢みる             | Auch Engel träumen                   |
| 1973 | Sugawara Akiko     | Jūnanasai no kōshinkyoku     | 十七才の行進曲           | Marsch der Siebzehnjährigen          |
| 1973 | Yamaguchi Momoe    | Toshigoro                    | としごろ                 | In dem Alter                         |
| 1973 | Sylvia Lee         | Kiri no etoranze             | 霧のエトランゼ           | Der Fremde im Nebel                  |
| 1973 | Matsushita Keiko   | Hanayome no chichi           | 花嫁の父                 | Der Vater der Braut                  |
| 1973 | Sumi Akikun        | Man'in densha                | 満員電車                 | Überfüllter Zug                      |
| 1973 | Miyamoto Kenji     | Sasurai                      | さすらい                 | Umherirren                           |
| 1973 | Fuji Masaki        | Shinobu ame                  | 忍ぶ雨                   | Verborgener Regen                    |
| 1973 | Ogata Ai           | Wakare no burakku kōhī       | 別れのブラック・コーヒー | Abschieds-Schwarzkaffee              |
| 1973 | Jō Michiru         | Iruka ni notta shōnen        | イルカにのった少年       | Der Junge, der auf dem Delfin ritt   |
| 1974 | Shiba Yōko         | Shiroi hane                  | 白い羽根                 | Weiße Feder                          |
| 1974 | Maro Kōji          | Kanashimi no mizūmi          | 悲しみの湖               | See der Trauer                       |
| 1974 | Ishie Michiyo      | Mekakushi                    | 目かくし                 | Augenbinde                           |
| 1974 | Itō Sakiko         | Himawari musume              | ひまわり娘               | Sonnenblumenmädchen                  |
| 1974 | Shinozuka Mayumi   | Papa wa mōretsu              | パパはもうれつ           | Papa ist wild                        |
| 1974 | Matsuda Shintarō   | Kimi de ippai                | 君でいっぱい             | Ganz erfüllt von dir                 |
| 1974 | Yonenaga Tōru      | Are kara                     | あれから                 | Seitdem                              |
| 1974 | Kobayashi Miki     | Ningyo no natsu              | 人魚の夏                 | Sommer der Meerjungfrau              |
| 1974 | Kaji Takako        | Kyōto hatsuyuki              | 京都初雪                 | Erster Schnee in Kyōto               |
| 1975 | Meguro Hitomi      | Watashi no shugā bōi         | わたしのシュガー・ボーイ | Mein Sugar-Boy                       |
| 1975 | Katahira Nagisa    | Jun'ai                       | 純愛                     | Reine Liebe                          |
| 1975 | Kobayashi Miki     | Ningyo no natsu              | 人魚の夏                 | Sommer der Meerjungfrau              |
| 1975 | Kaji Takako        | Kyōto hatsuyuki              | 京都初雪                 | Erster Schnee in Kyōto               |
| 1975 | Watanabe Hidekichi | Boku wa mō ichido koi o suru | ぼくはもう一度恋をする   | Ich werde mich noch einmal verlieben |
| 1975 | Ogawa Masayo       | Soredemo watashi wa          | それでも私は             | Und dennoch bin ich es               |
| 1975 | Iwasaki Hiromi     | Nijūshō                      | 二重唱                   | Duett                                |
| 1975 | Kuroki Mayumi      | Kōkishin                     | 好奇心                   | Neugier                              |
| 1975 | Kitamura Yūko      | Wakakusa no dēto             | 若草のデート             | Verabredung im jungen Gras           |

### Gewinnerinnen und Gewinner (1976–1985)
| 1976 | Niinuma Kenji      | Omoide misaki                      | おもいで岬                   | Kap der Erinnerungen                     |
| 1976 | Yokomoto Mei       | Suteki na anata                    | すてきな貴方                 | Du bist wundervoll                       |
| 1977 | Kukita Miya        | Shōjo jishin                       | 少女自身                     | Das Mädchen selbst                       |
| 1977 | Jinbo Miki         | Hajimete no warutsu                | はじめてのワルツ             | Mein erster Walzer                       |
| 1977 | Asada Noboru       | Shiroi sukāfu                      | 白いスカーフ                 | Weißer Schal                             |
| 1977 | Urabe Masami       | Sukoshi tōde o shite mimasen ka    | 少し遠出をしてみませんか     | Wollen wir einen kleinen Ausflug machen? |
| 1977 | Shimizu Yukiko     | Ogenki desu ka                     | お元気ですか                 | Geht es dir gut?                         |
| 1977 | Pink Lady          | Peppā keibu                        | ペッパー警部                 | Inspektor Pepper                         |
| 1977 | Kanda Hiromi       | Hitomishiri                        | 人見知り                     | Schüchternheit                           |
| 1977 | Tani Chieko        | Hana no joshikō kazoeuta           | 花の女子高数え歌             | Lied vom Mädchengymnasium                |
| 1977 | Monoe Kazue        | Kaetchimae!                        | 帰っちまえ！                 | Geh doch nach Hause!                     |
| 1977 | Azusa Mayumi       | Shiroi neko oide                   | 白い猫おいで                 | Komm her, weiße Katze                    |
| 1978 | Iwaki Tokue        | Daun taun beibī                    | ダウン・タウン・ベイビー     | Downtown Baby                            |
| 1978 | Shibuya Teppei     | Asahi ni mukatte                   | 朝日に向って                 | Der aufgehenden Sonne entgegen           |
| 1978 | Ishino Mako        | Ōkami nanka kowakunai              | 狼なんか怖くない             | Ich habe keine Angst vor Wölfen          |
| 1978 | Ōhashi Eriko       | Keiken shīzun                      | 経験シーズン                 | Erfahrungssaison                         |
| 1978 | Toyota Kiyoshi     | Seishun PART1                      | 青春PART1                    | Jugend Teil 1                            |
| 1978 | Kanai Yūko         | Pasuteru rabu                      | パステル・ラヴ               | Pastellliebe                             |
| 1978 | Kitano Reiko       | Hatsukoi keshiki                   | 初恋景色                     | Szenerie der ersten Liebe                |
| 1979 | Kawasaki Kōmei     | Hitori ni shite kure               | ひとりにしてくれ             | Lass mich allein                         |
| 1979 | Popcorn            | Burū romansu yakkyoku              | ブルーロマンス薬局           | Blau-Romantik-Apotheke                   |
| 1979 | Sugasawa Keiko     | Kanashikute kanashikute            | 哀しくて哀しくて             | So traurig, so traurig                   |
| 1979 | Inoue Nozomi       | Refuran                            | ルフラン                     | Refrain                                  |
| 1980 | Kujirai Yukari     | Machi wa oshaberi                  | 街はおしゃべり               | Die Stadt plaudert                       |
| 1980 | Kai Chiemi         | Sutaa                              | スタア                       | Star                                     |
| 1980 | Kashiwabara Yoshie | No.1                               | No.1                         | Nummer Eins                              |
| 1980 | Kitahara Yutaka    | Ai wa ima kara                     | 愛は今から                   | Die Liebe beginnt jetzt                  |
| 1980 | Sugita Aiko        | Hanafubuki                         | 花吹雪                       | Blütenschnee                             |
| 1981 | Mizutani Daisuke   | Hoshikuzu kaigan                   | 星屑海岸                     | Sternenstaubküste                        |
| 1981 | Yano Ryōko         | Chotto kōkishin                    | ちょっと好奇心               | Ein bisschen Neugier                     |
| 1982 | Matsumoto Taiji    | BAD BOY ON STAGE                   | BAD BOY ON STAGE             | Böser Junge auf der Bühne                |
| 1982 | Koizumi Kyōko      | Watashi no 16 sai                  | 私の16才                     | Ich mit 16                               |
| 1982 | Nakano Miki        | Mikēken                            | 未経験                       | Unerfahren                               |
| 1982 | Nakamori Akina     | Surō mōshon                        | スローモーション             | Zeitlupe                                 |
| 1982 | Mizutani Etsuko    | Kirari, namida                     | キラリ・涙                   | Glitzernde Tränen                        |
| 1982 | Lu Feng Chao       | Sutā tanjō                         | スター誕生                   | Ein Star wird geboren                    |
| 1983 | Tsutsumi Kumiko    | Hamabe no madorigaru               | 浜辺のマドリガル             | Madrigal am Strand                       |
| 1983 | Miyahara Mayuko    | Hanaakari                          | 花明り                       | Blumenlicht                              |
| 1983 | Kawakami Yukie     | Burū etoranze                      | ブルー・エトランゼ           | Blauer Fremder                           |
| 1983 | Suita Asuka        | Ba kē shon                         | バ・ケー・ショ・ン           | Urlaub                                   |
| 1983 | Matsuo Kumiko      | Memowāru                           | メモワール                   | Memoiren                                 |
| 1983 | Matsumoto Akiko    | ♂×♀×Kiss                           | ♂×♀×Kiss（オス・メス・キス） | ♂×♀×Kuss (Männchen–Weibchen–Kuss)        |
| 1983 | Ōta Takako         | Derikēto ni suki shite             | デリケートに好きして         | Zärtlich verliebt                        |
| 1983 | Takahashi Mie      | Hitoribocchi wa kirai              | ひとりぼっちは嫌い           | Ich hasse es, allein zu sein             |
| 1983 | Aida Etsuko        | Mawarimichi                        | まわり道                     | Umweg                                    |
| 1983 | Taki Satomi        | Tōkyō jinta                        | 東京ジンタ                   | Tokyo Jinta (Straßenmusik)               |
| 1983 | Ogura Sachiko      | Hatsukoi shigure machi             | 初恋しぐれ町                 | Regenstraße der ersten Liebe             |
| 1984 | Tanaka Satomi      | Watashi no kamisama                | 私の神様                     | Mein Gott                                |
| 1984 | Satō Kayo          | Fāsuto deito                       | ファースト・デイト           | Erstes Date                              |
| 1984 | Suzuki Yukari      | Shin puro yakyū kouta chūnichi hen | 新プロ野球小唄 中日編        | Neue Baseball-Melodie: Chunichi-Version  |
| 1985 | Miyano Hiromi      | Yokohama jigoro                    | 横浜ジゴロ                   | Gigolo von Yokohama                      |
| 1985 | Kaneko Mika        | Teenage Blue                       | Teenage Blue                 | Teenage Blue                             |
| 1985 | Kubota Atsushi     | Koi no bakudan sutoriito           | 恋の爆弾ストリート           | Straße der Liebesbomben                  |

## Dokumentation
- Nihon TV special presents: Sutā Tanjō! CD & DVD-BOX (スター誕生! CD＆DVD-BOX). Mit Masako Mori (森昌子), Junko Sakurada (桜田淳子), Momoe Yamaguchi (山口百恵), Hiromi Iwasaki (岩崎宏美), Pink Lady u. a. 10 Discs (CD + DVD, ca. 420 Minuten Laufzeit). Tokio: VAP, 2011.